# شهر زیرزمینی مونترال

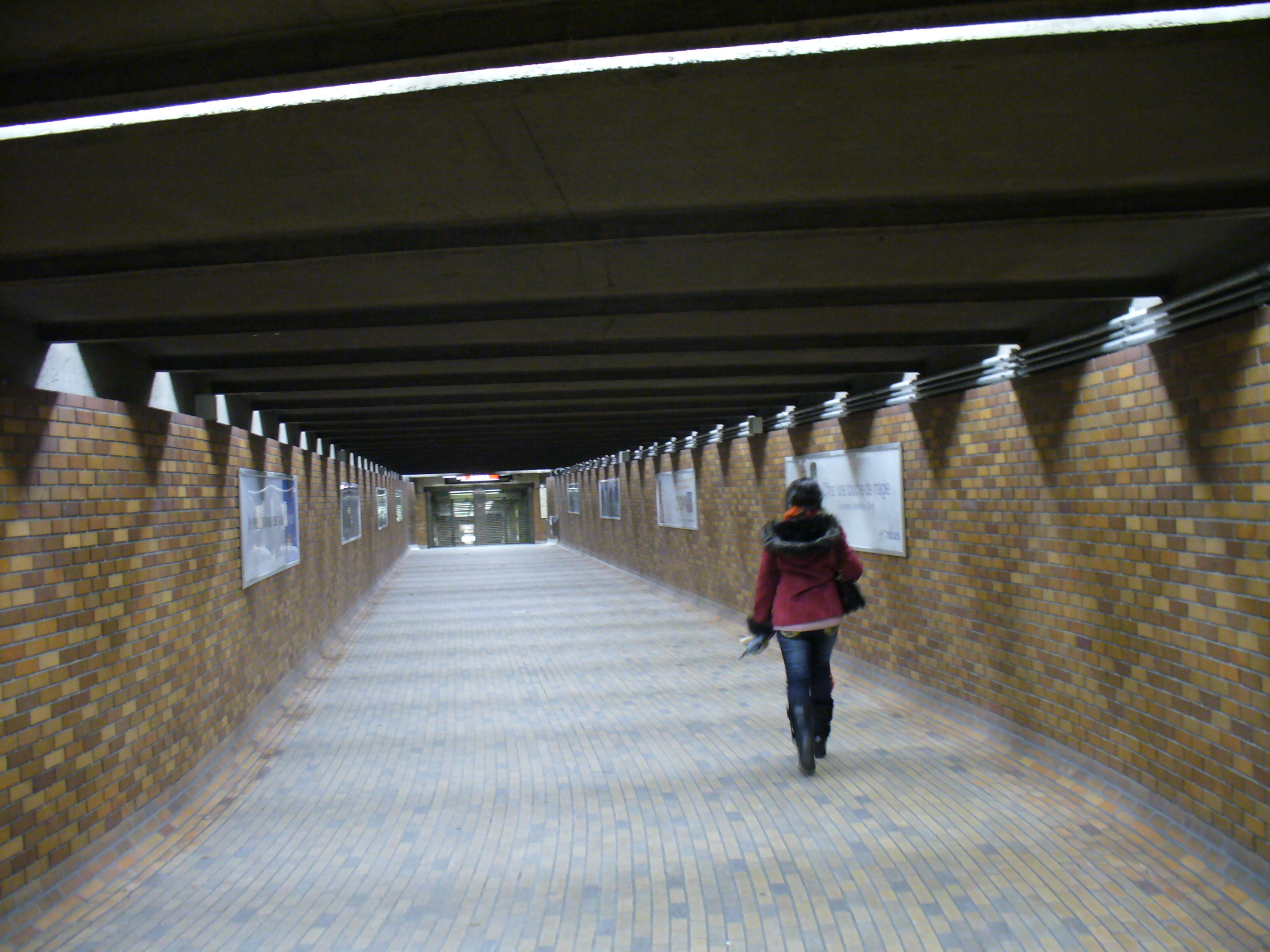

شهر زیرزمینی مونترال اسم رسمی RÉSO برگرفته از کلمه فرانسوی réseau به معنی شبکه یا (به فرانسوی: La Ville Souterraine) سیستمی از مجموعه‌های به هم پیوسته (در بالا و زیرزمین) در و اطراف مرکز مونترال، کبک، کانادا می‌باشد. همچنین مشهور به شهر درونی (به فرانسوی: ville intérieure) می‌باشد و بزرگترین مجموعه زیرزمینی در دنیا می‌باشد.
در سال ۲۰۰۴ میلادی قسمت‌های مرکزی شهر زیرزمینی دوباره نامگذاری شد و RÉSO نامیده‌شد. این نام دارای تلفظ مشابه با کلمه réseau در زبان فرانسه می‌باشد که معنی شبکه می‌دهد.
این مجموعه زیرزمینی دارای ۳۲ کیلومتر تونل که در مساحت ۱۲ کیلومتر مربع گسترده شده‌است، ۶۰ مرکز تجاری با مساحتی بیش از ۳٫۶ کیلومتر مربع فضای زمینی شامل ۸۰٪ از کل فضاهای اداری و ۳۵٪ از کل فضاهای تجاری در مرکز مونترال می‌باشد.
left|thumb|350px]]
سرویس‌های ارائه شده در آن شامل مراکز خرید، هتل‌ها، بانک‌ها، اداره‌ها، موزه‌ها، سالن‌های کنسرت، دانشگاه‌ها، هغت ایستگاه مترو و ... می‌باشد. بیش از ۱۲۰ نقطه دسترسی خارجی به این شهر وجود دارد. بیش از ۵۰۰،۰۰۰ نفر مخصوصاً در شرایط ترافیک یا سرمای شدید زمستان و گرمای تابستان مونترال از این شهر به‌طور روزانه استفاده می‌کنند. 
شهر زیرزمینی بعنوان یکی از جاذبه‌های مهم توریستی در اکثر راهنماهای سفر مونترال آورده شده‌است. بسیاری از قسمت‌ها مهم در زمان کاری مترو (۵:۳۰ صبح تا ۱:۰۰ صبح) باز می‌باشند همینطور بسیاری از دسترسی‌ها نیز در خارج از زمان کاری بسته هستند و بقیه باز هستند.

## نگارخانه

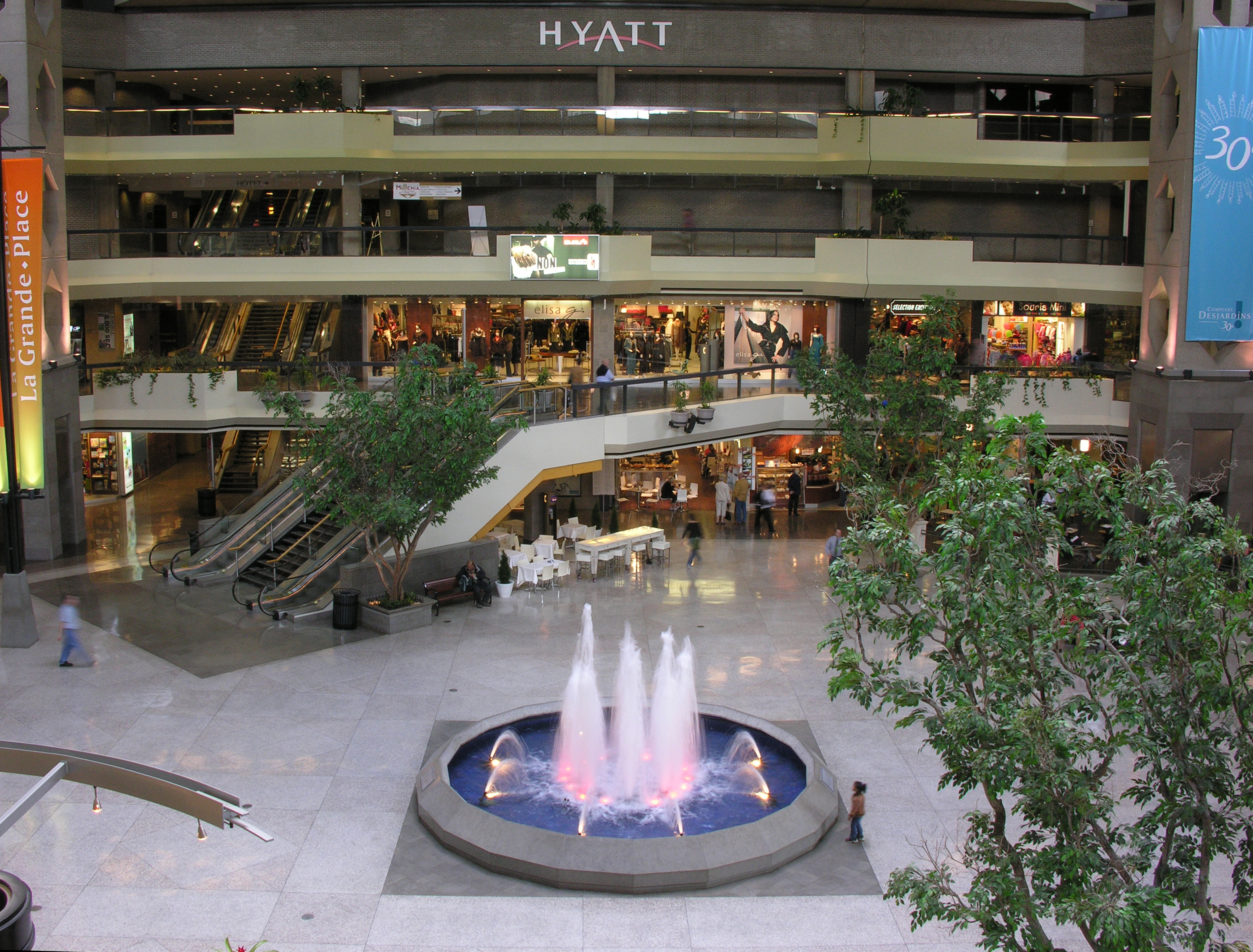
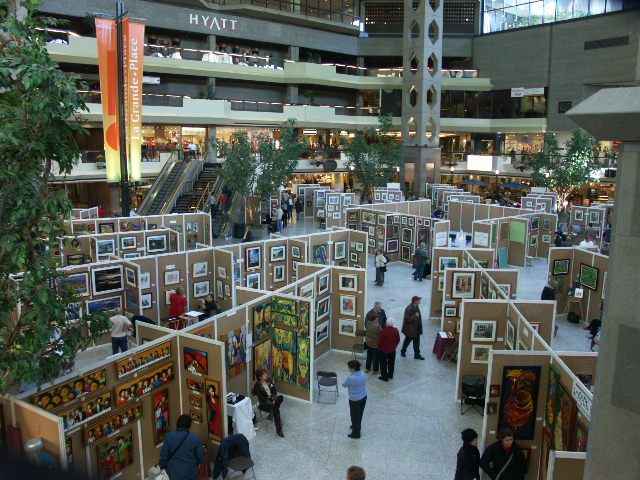
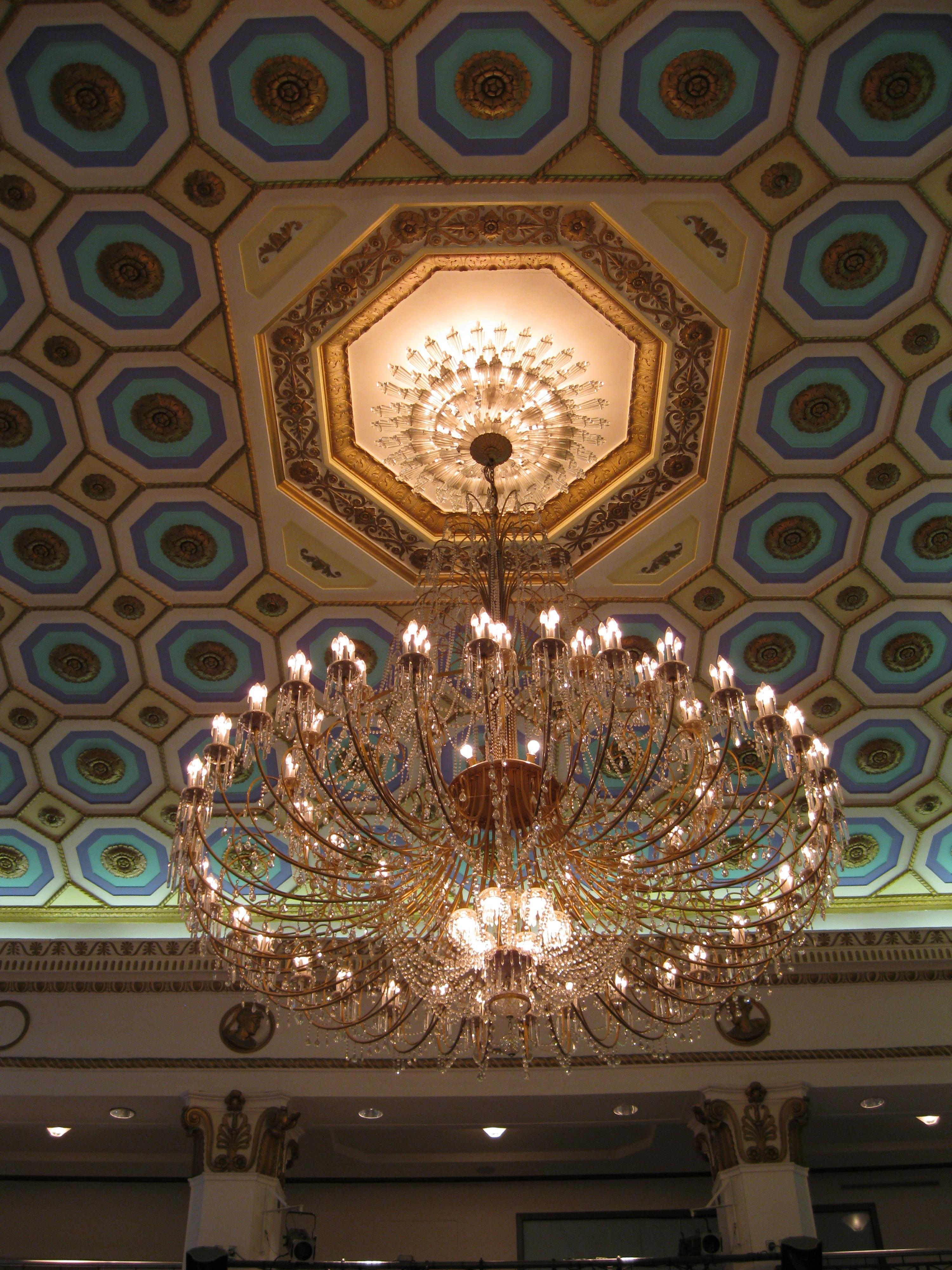
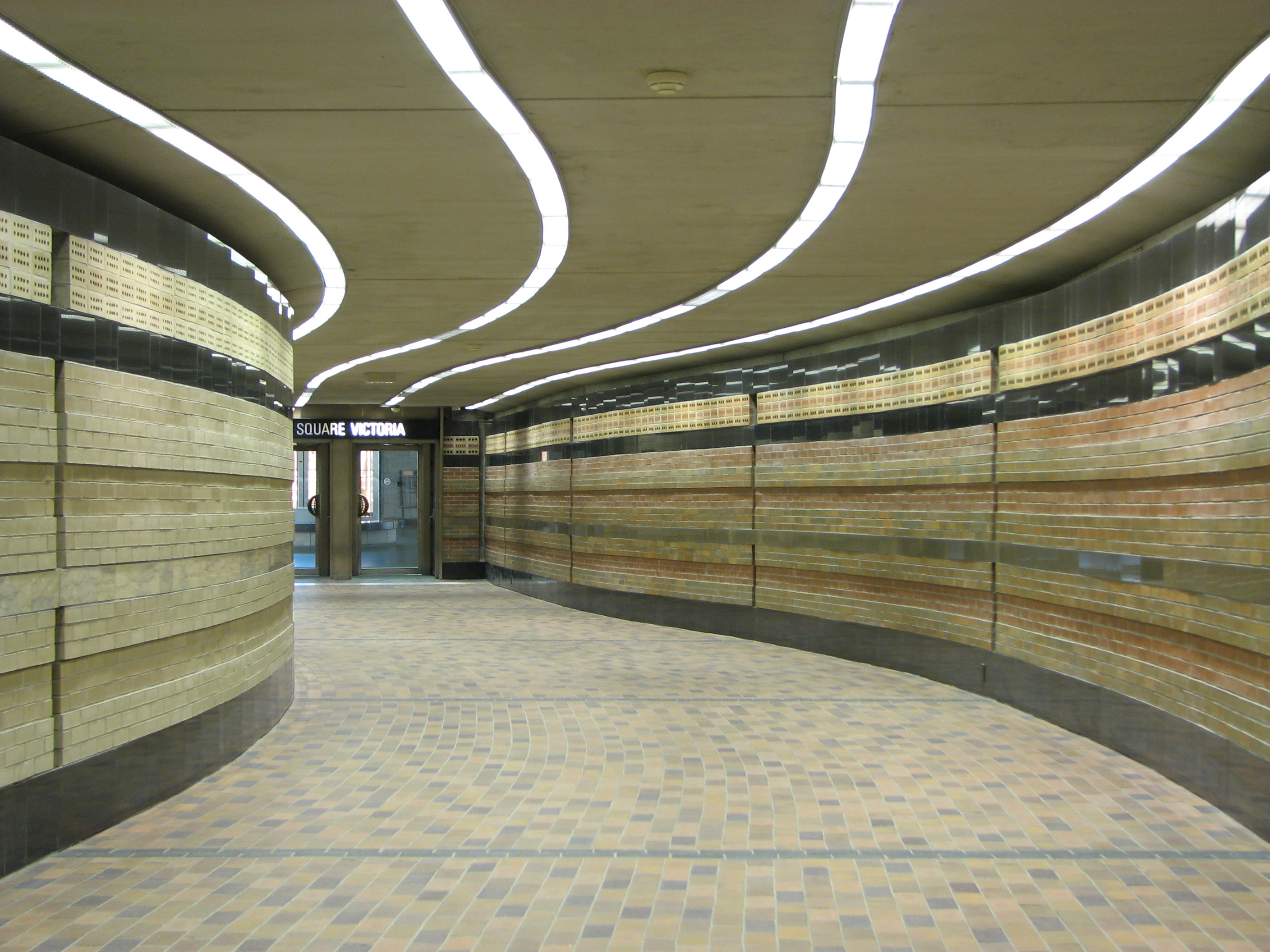
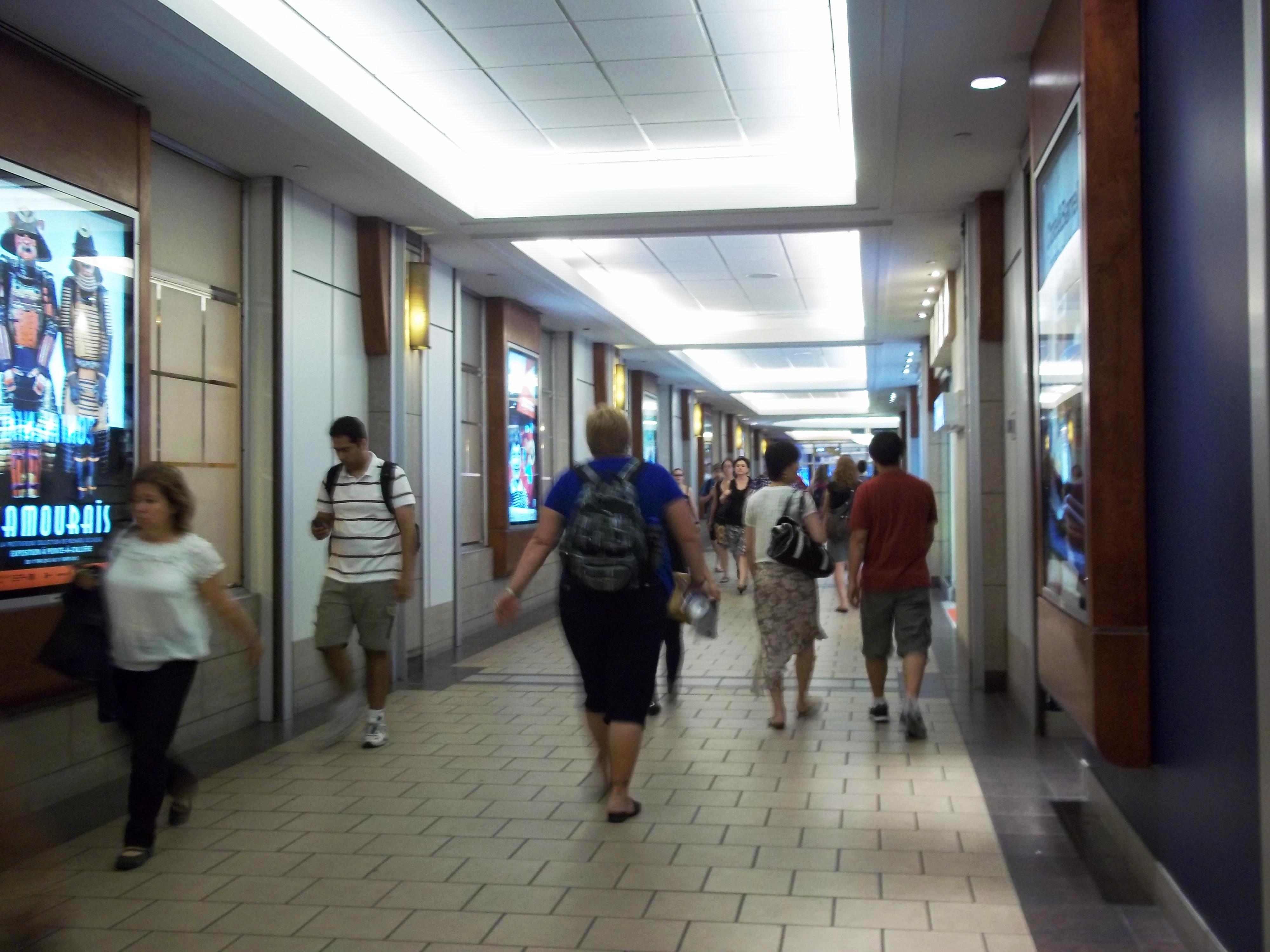
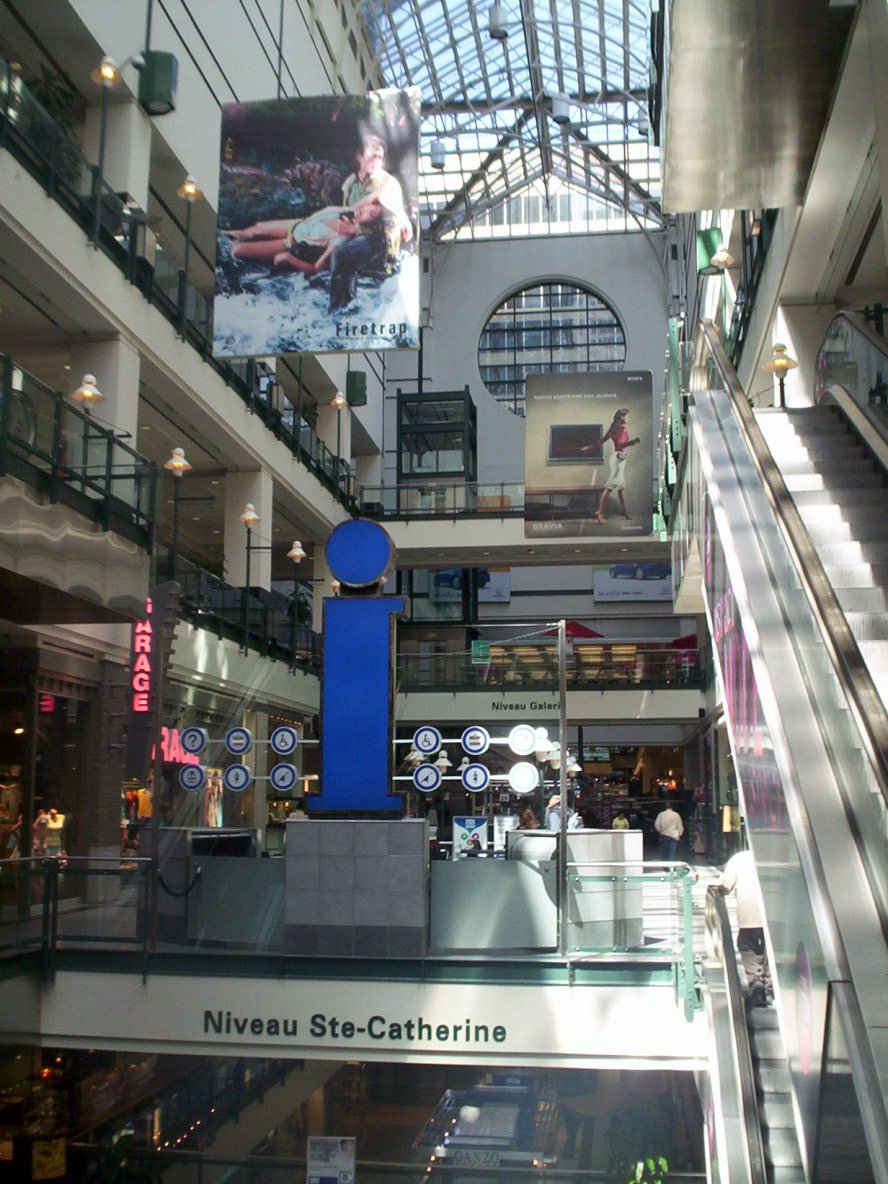
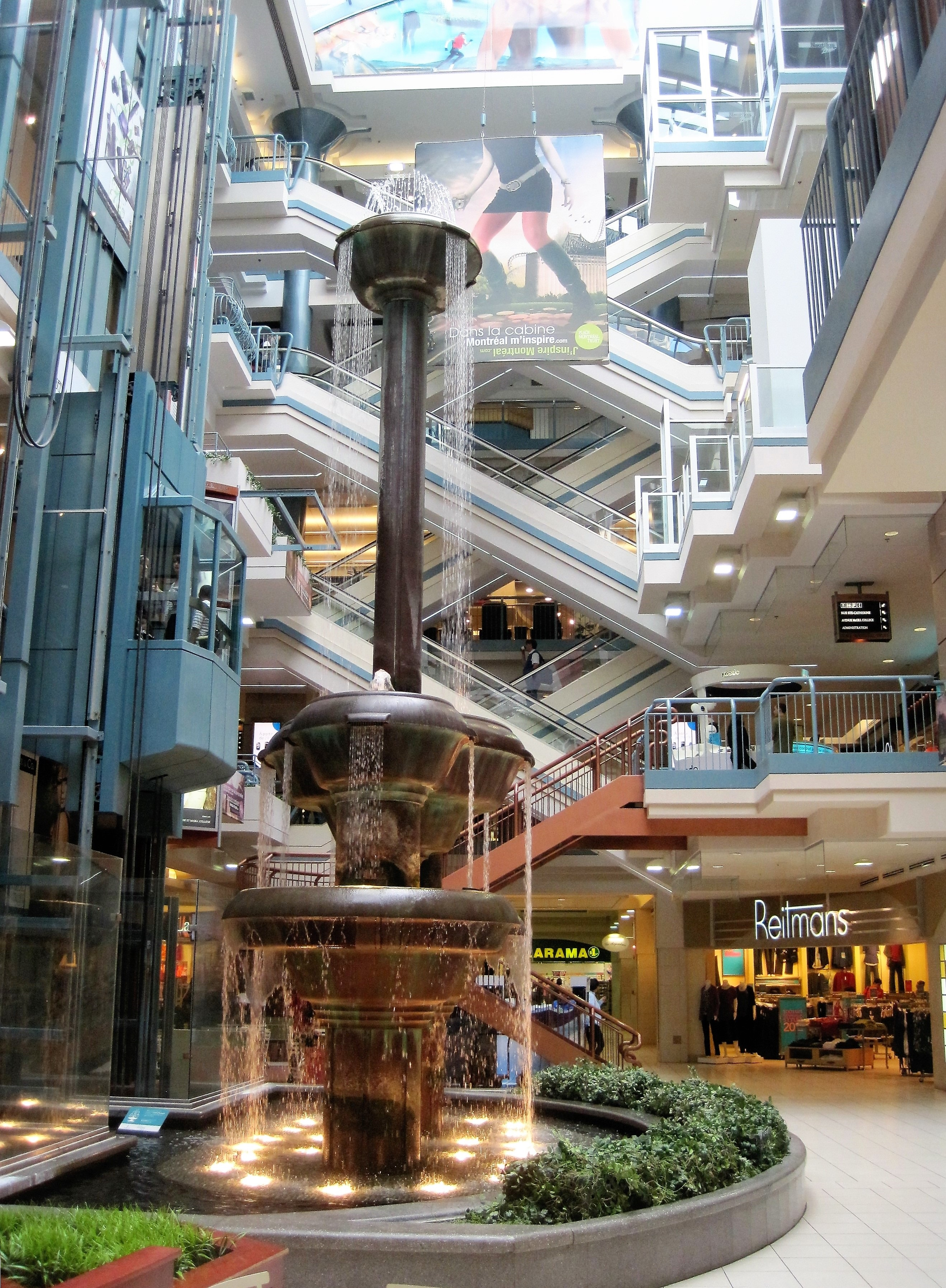
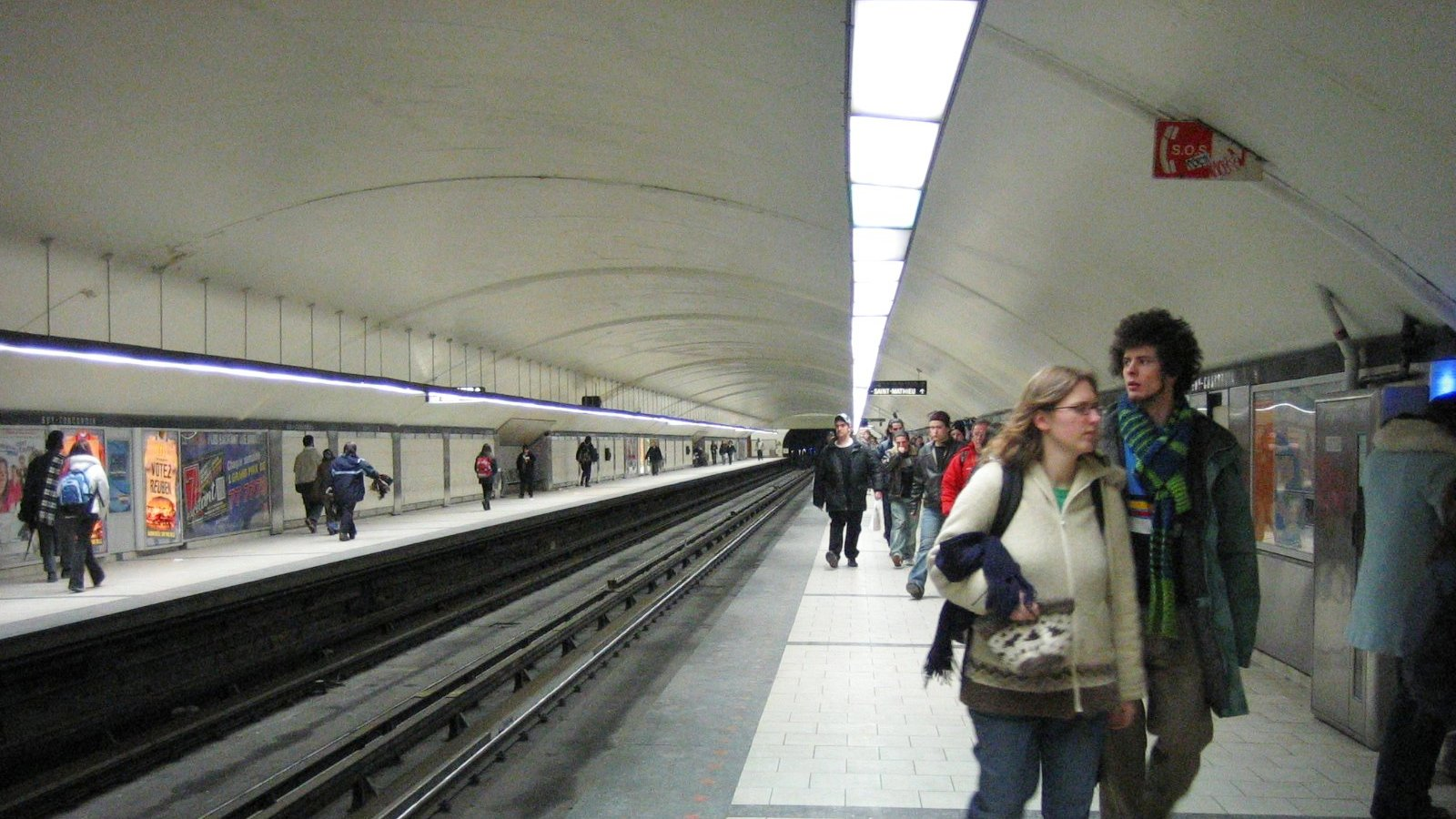
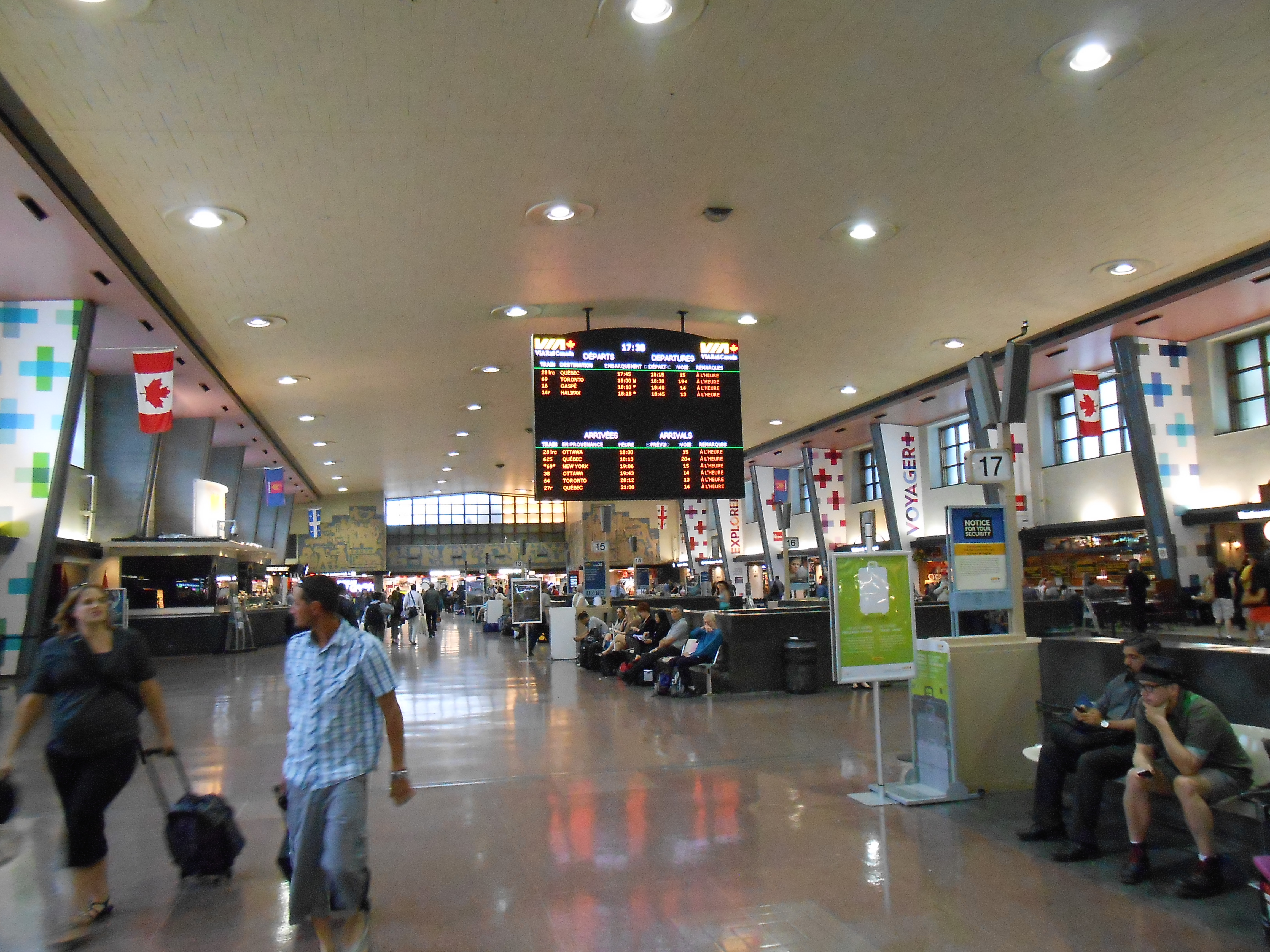